# Jacob Vis

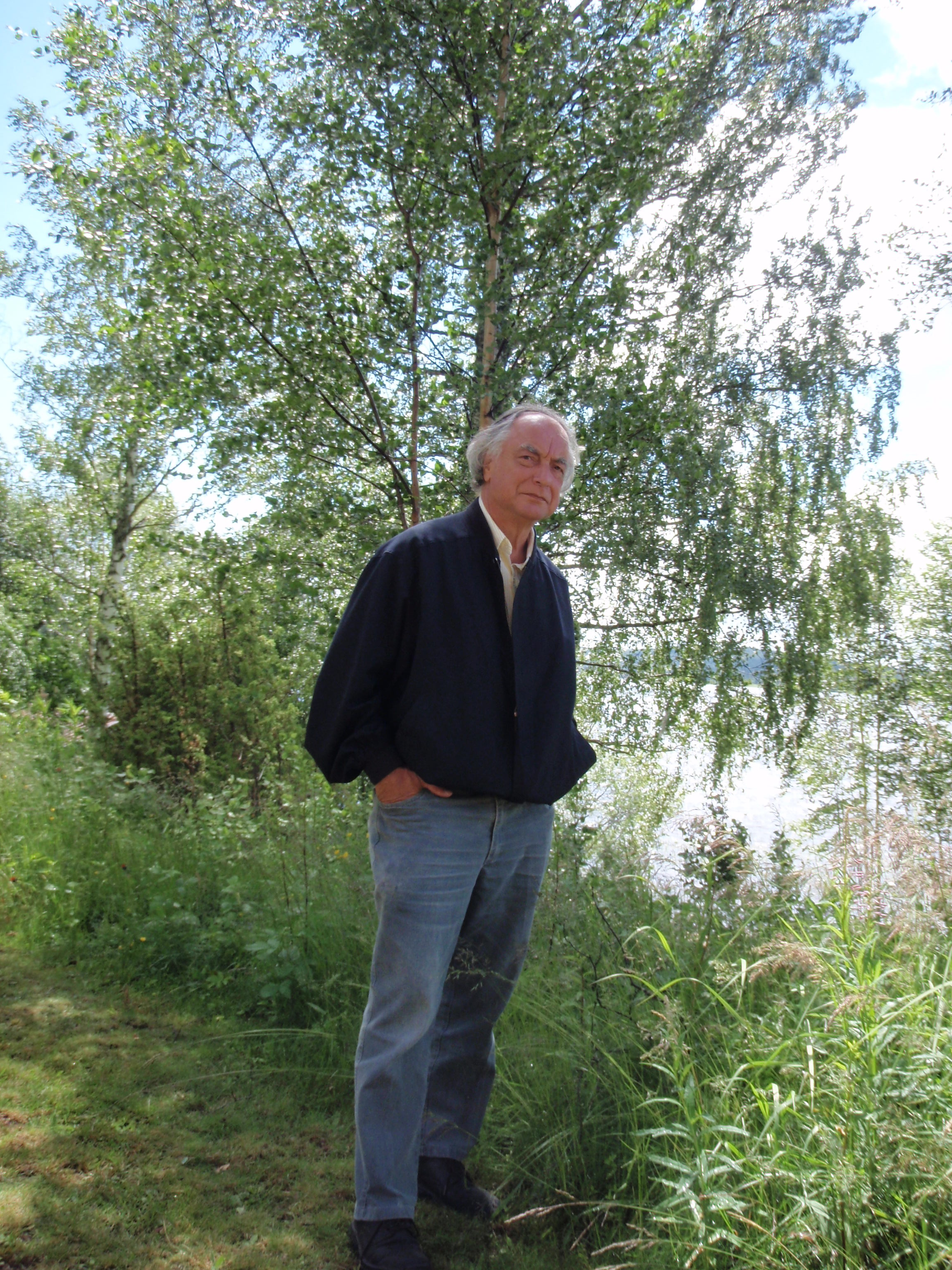
Jacob Vis in Schweden, 2008

Jacob Vis (Pseudonym für: Job Vis) (* 20. September 1940 in Haarlem) ist ein niederländischer Schriftsteller.

## Leben
Jacob Vis lebt in Kampen (Niederlande). Er ist verheiratet und hat zwei Kinder. Er besuchte Landwirtschafts-, Gartenbau- und forstwirtschaftlichen Schulen. Bis 2001 arbeitete er als Förster bei Staatsbosbeheer (Staatlichen Forstverwaltung der Niederlande).
Jacob Vis ist seit 1987 Schriftsteller. Er wurde bekannt als Autor von Kriminalromanen die aktuelle und kontroverse soziale Themas beinhalten. Vis erhielt vier Nominierungen für den Gouden Strop. Er macht eine Menge Forschung für seine Bücher. Sein true crime story: Het Rijk van de Bok, dass von einem Justizirrtum handelte, setzte vielleicht die Überprüfung eines geschlossenen Strafverfahrens in Gang.
Jacob Vis bietet Kurse für angehende Schriftsteller und führt die Gruppe zur Förderung der Kriminalschriftstellerverein.

## Schriftstellerisches Schaffen
Der erste Titel seines Buches – Prins Desi – erschien im Jahr 1987. Das Thema ist der Kampf zwischen Dési Bouterse und Ronnie Brunswijk. Das Buch wurde veröffentlicht aufgrund des  niederländischen Krimiautors Tomas Ross, der das Talent von Jacob Vis erkannt hatte. Das erste Buch wurde begeistert aufgenommen. Nachdem zwei Bücher von Buchverlag Het Spectrum veröffentlicht waren, wurde das dritte Buch von Jacob Vis abgelehnt. Der Buchverlag Ellessy Crime war dann bereit die Bücher von  Vis zu veröffentlichen. Mehrere Bücher von Vis hatten „Ben van Arkel“ in der Hauptrolle. Der deutsche Grafit Verlag wird in den kommenden Jahren alle Bücher mit Van Arkel in deutscher Sprache veröffentlichen.

## Werke
- 1987 – Prins Desi (ISBN 9027405786)
- 1990 – Het Herenakkoord (ISBN 9027421919)
- 1994 – Het hoofd (ISBN 9070282097) – übersetzt als Der Kopf von Ijsselmonde (2004, ISBN 3894255382)
- 1994 – De Bidsprinkhaan (ISBN 9070282127) – übersetzt als Silvesterknaller (2005, ISBN 3894255463)
- 1995 – De Infiltrant (ISBN 907028216X)
- 1997 – De Jacobijnen (ISBN 9070282240)
- 1998 – Het hoofd – De bidsprinkhaan (ISBN 9057132710)
- 1999 – Wetland (ISBN 9070282488)
- 2001 – Morren (ISBN 9070282755)
- 2002 – Brains (ISBN 9070282984)
- 2003 – De muur (ISBN 90-76968-17-9)
- 2004 – Barabbas (ISBN 9076968241)
- 2004 – De trek naar het noorden (ISBN 907696842X)
- 2005 – ” Wij ...” (ISBN 9076968411)
- 2007 – Het Rijk van de Bok (ISBN 9789076968940)
- 2008 – De Scheepsbouwer (ISBN 9789086600632)
- 2009 – De Erfgename (ISBN 9789086600991)
- 2011 – De Imker (ISBN 9789086601240)